# کیپکس، یورک‌شر غربی
کیپکس (به انگلیسی: Kippax) یک محله مدنی و شهرک در بریتانیا است که در سیتی لیدز واقع شده‌است. کیپکس ۲۱٬۱۱۶ نفر جمعیت دارد.